# Алим, Махмуд Амин
Махмуд Амин Алим (Эль-Алем, аль-Алим, араб. محمود أمين العالم‎, Maḥmūd Amīn ʻĀlim; 18 февраля 1922 — 10 января 2009) — египетский культурный критик, публицист, социолог, общественный деятель и ведущий местный теоретик марксизма. Доктор философии. Считался самым выдающимся социалистическим автором и публичным интеллектуалом Египта.
Эль-Алем выступал одним из идейных лидеров течения «новых реалистов» 1950-х. Он также возглавлял административный совет еженедельника «Ахбар эль-Йом» и был редактором нескольких газет и журналов, в том числе «Роз аль-Юсеф», «ар-Рисала аль-Гадида», «Магаллат аль-мусаввир» и «Кадая фикрийя».

## Биография
Сын тесно связанной с аль-Азхаром семьи улемов — отсюда и его имя — Эль-Алем — он вскоре почувствовал разрыв между своей консервативной религиозной средой и интересовавшей его современной мировой мыслью. Первоначально увлечённый ницшеанством, он открыл для себя марксизм через работу Ленина «Материализм и эмпириокритицизм». Участвовать в общественно-политической жизни страны начал рано, когда в возрасте 13 лет присоединился к каирским демонстрациям 1935 года против приостановления действия Конституции 1930 года.
В 1940-х годах Махмуд Амин Алим стал одним из самых известных коммунистических лидеров Египта. Из-за своей политической активности он неоднократно подвергался преследованиям и судебным процессам. Вследствие этого Эль-Алем в 1954 году был по политическим мотивам исключён из Университета короля Фуада и лишён возможности защитить свою докторскую диссертацию.
С 1959 по 1963 год был политическим заключенным из-за своего отказа распустить Египетскую коммунистическую партию Египта и влиться в правящий Арабский социалистический союз, созданный президентом Гамалем Абдель Насером. Алим прошёл пытки, принудительный труд и тюрьму, где погибли несколько его товарищей, в том числе Аттия аль-Шефии и Фарид Хаддад. При этом Махмуд Амин Алим, наряду с Исмаилом Сабри Абдаллахом и Фуадом Мурси, позже оказал арабскому национализму («арабскому социализму») большую услугу, наводя мосты между коммунистами и националистами, чтобы противостоять экономическим и политическим вызовам арабского мира.
В 1955 году совместно с Абд аль-Азимом Анисом опубликовал книгу «О египетской культуре», в которой подчёркивалась общественная роль литературы. В 1965 году вышел его полемический сборник «Идейные бои» (сокращённый русский перевод 1974). В нём он отвергал возможность «третьего пути» развития общества, промежуточного между капитализмом и социализмом, отстаивая марксизм и «единый социализм, к которому продвигается весь мир с различными его ситуациями, уровнями развития и национальности». Благодаря этим трудам снискал славу одного из наиболее ярких философов-марксистов арабского мира второй половины XX века.
Позже Эль-Алем был назначен главой Национального театрального комитета, а затем стал директором компании «Ахбар эль-Йом Пресс».
Эль-Алем решительно выступил против «Инфитах» — начатой новым президентом Анваром Садатом политики экономической либерализации, — и его сближения с Израилем. В итоге, Алим снова был брошен в тюрьму.
После освобождения он отправился в политическую эмиграцию, переехав в Оксфорд, где преподавал в колледже Святого Антония Оксфордского университета. Затем он принял приглашение своего друга Жака Берка возглавить кафедру современной арабской мысли в Университете Париж VIII. В Париже он жил в 1974—1985 годах, преподавая в Университете Париж VIII и Высшей нормальной школе. В Париже он также основал и редактировал газету «Аль-Ясар аль-Арабий» («Арабские левые»), на страницах которой проходили дебаты левых активистов.
Эль-Алем вернулся в Египет после смерти президента Анвара Садата в 1984 году, с 1985 года был редактором каирского журнала «Кадайя фикрийя». В 2001 году он был удостоен Премии Ибн Рушда за свободу мысли.

## Издание на русском
- Аль-Алим Махмуд Амин. Идейные бои. Сборник статей / Пер. с арабского. — М.: Прогресс, 1974. — 272 с.